# Plastifikátor

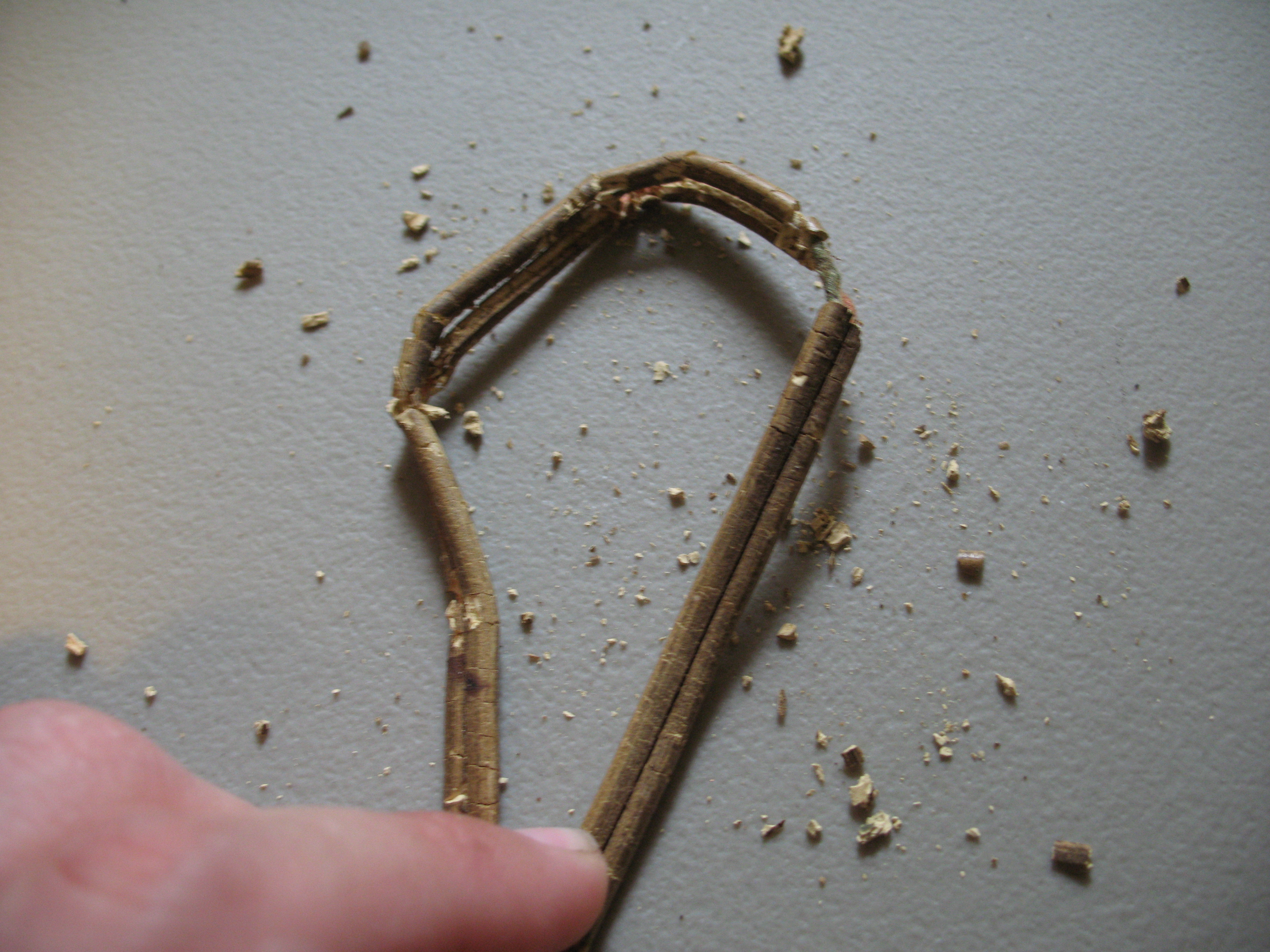
Plastifikátory mají tendenci postupně migrovat z plastů a vypařovat se, což vede ke ztrátě ohebnosti, ke křehnutí a praskání plastu. Tato desítky let stará šňůra k lampě se kvůli ztrátě plastifikátorů při ohnutí rozpadá.

Plastifikátory (též změkčovače či změkčovadla) jsou aditiva, která zvyšují plasticitu nebo tekutost materiálů, do kterých se přidávají. Těmito materiály bývají například plasty, cement, beton, sádrokarton nebo keramická hlína. Přestože se často tytéž látky používají jak do plastů, tak do betonu, požadované účinky a výsledky jsou jiné. Světový trh s plastifikátory činil v roce 2004 okolo 5,5 mil. tun.
Plastifikátory do betonu zlepšují zpracovatelnost čerstvého betonu nebo snižují množství vody potřebné k dosažení lepší zpracovatelnosti při nízké hodnotě vodního součinitele, obvykle nemají ovlivňovat vlastnosti cílového produktu po zatvrdnutí.
Plastifikátory do sádrokartonu zvyšují tekutost směsi, čímž umožňují snížit množství vody a snížit tak energii potřebnou na vysoušení desek.
Plastifikátory do plastů změkčují výsledný produkt a zvyšují jeho ohebnost. U termoplastických plastů přidání plastifikátoru vede ke snížení viskozity taveniny (změkčení) a také ke snížení teploty skelného přechodu (Tg). Ke změkčování plastů se používají např. ftaláty, estery kyseliny citronové či nízkomolekulární polyethylenglykoly.